# Leichtathletik-Halleneuropameisterschaften 1972
Die 3. Leichtathletik-Halleneuropameisterschaften fanden am 11. und 12. März 1972 in Grenoble (Frankreich) statt. Austragungsort war der Palais des Sports.

## Ergebnisse Männer

### 50 m
| Platz | Athlet                   | Land | Zeit (s) |
| ----- | ------------------------ | ---- | -------- |
| 1     | Walerij Borsow           | URS  | 5,75     |
| 2     | Alexandr Korneljuk       | URS  | 5,81     |
| 3     | Vasilis Papageorgopoulos | GRE  | 5,82     |
| 4     | Gerhard Wucherer         | FRG  | 5,84     |
| 5     | Raimo Vilén              | FIN  | 5,93     |
| 6     | Manuel Carballo          | ESP  | 6,28     |

Finale am 11. März

### 400 m
| Platz | Athlet           | Land | Zeit (s) |
| ----- | ---------------- | ---- | -------- |
| 1     | Georg Nückles    | FRG  | 47,24    |
| 2     | Ulrich Reich     | FRG  | 47,42    |
| 3     | Wolfgang Müller  | GDR  | 47,42    |
| 4     | Alfonso Gabernet | ESP  | 47,66    |

Finale am 12. März

### 800 m
| Platz | Athlet                 | Land | Zeit (min) |
| ----- | ---------------------- | ---- | ---------- |
| 1     | Jozef Plachý           | TCH  | 1:48,84    |
| 2     | Iwan Iwanow            | URS  | 1:49,05    |
| 3     | Francis Gonzalez       | FRA  | 1:49,17    |
| 4     | András Zsinka          | HUN  | 1:50,62    |
| 5     | Pete Browne            | GBR  | 1:51,27    |
| 6     | Manuel Gayoso          | ESP  | 1:52,15    |
| 7     | Þorsteinn Þorsteinsson | ISL  | 1:53,26    |
|       | Jan Reijnders          | NED  | DNF        |

Finale am 12. März

### 1500 m
| Platz | Athlet                | Land | Zeit (min) |
| ----- | --------------------- | ---- | ---------- |
| 1     | Jacky Boxberger       | FRA  | 3:45,66    |
| 2     | Spilios Zacharopoulos | GRE  | 3:46,08    |
| 3     | Jürgen May            | FRG  | 3:46,62    |
| 4     | Juan Borraz           | ESP  | 3:47,16    |
| 5     | Bram Wassenaar        | NED  | 3:47,61    |
| 6     | Jan Prasek            | POL  | 3:47,74    |
| 7     | Wiktor Semjaschkin    | URS  | 3:47,76    |
| 8     | Herman Mignon         | BEL  | 3:50,73    |

Finale am 12. März

### 3000 m
| Platz | Athlet          | Land | Zeit (min) |
| ----- | --------------- | ---- | ---------- |
| 1     | Juris Grustiņš  | URS  | 8:02,85    |
| 2     | Juri Alexaschin | URS  | 8:03,20    |
| 3     | Ulrich Brugger  | FRG  | 8:05,07    |
| 4     | André Ornelis   | BEL  | 8:11,43    |
| 5     | Per Halle       | NOR  | 8:15,49    |
| 6     | Renzo Finelli   | ITA  | 8:18,74    |
| 7     | Michel Géraudie | FRA  | 8:24,48    |

Finale am 12. März

### 50 m Hürden
| Platz | Athlet                 | Land | Zeit (s) |
| ----- | ---------------------- | ---- | -------- |
| 1     | Guy Drut               | FRA  | 6,51     |
| 2     | Manfred Schumann       | FRG  | 6,58     |
| 3     | Anatoli Moschiaschwili | URS  | 6,59     |
| 4     | Marek Jóźwik           | POL  | 6,63     |
| 5     | Marc Noé               | FRA  | 6,67     |
| 6     | Mirosław Wodzyński     | POL  | 6,68     |

Finale am 12. März

### 4 × 360 m Staffel
| Platz | Land           | Athleten                                                     | Zeit (min) |
| ----- | -------------- | ------------------------------------------------------------ | ---------- |
| 1     | Polen          | Jan Werner Waldemar Korycki Jan Balachowski Andrzej Badeński | 2:46,4     |
| 2     | BR Deutschland | Peter Bernreuther Rolf Krüsmann Georg Nückles Ulrich Reich   | 2:46,9     |
| 3     | Frankreich     | Patrick Salvador André Paoli Michel Dach Gilles Bertould     | 2:50,2     |

Finale am 11. März

### 4 × 720 m Staffel
| Platz | Land           | Athleten                                                                    | Zeit (min) |
| ----- | -------------- | --------------------------------------------------------------------------- | ---------- |
| 1     | BR Deutschland | Thomas Wessinghage Harald Norpoth Paul-Heinz Wellmann Franz-Josef Kemper    | 6:26,4     |
| 2     | Sowjetunion    | Alexei Taranow Walentin Taratynow Iwan Iwanow Stanislaw Meschtscherskich    | 6:27,0     |
| 3     | Polen          | Zenon Szordykowski Krzysztof Linkowski Stanisław Waśkiewicz Andrzej Kupczyk | 6:27,6     |
| 4     | Frankreich     | Yves Gringoire Aimé Cordoba Philippe Renaudie Philippe Meyer                | 6:30,7     |

Finale am 12. März

### Hochsprung
| Platz | Athlet         | Land | Höhe (m) |
| ----- | -------------- | ---- | -------- |
| 1     | István Major   | HUN  | 2,24     |
| 2     | Kęstutis Šapka | URS  | 2,22     |
| 3     | Jüri Tarmak    | URS  | 2,22     |
| 4     | Jan Dahlgren   | SWE  | 2,17     |
| 5     | Vladimír Malý  | TCH  | 2,17     |
| 6     | Asko Pesonen   | FIN  | 2,17     |
| 7     | József Tihanyi | HUN  | 2,14     |
| 8     | Roman Moravec  | TCH  | 2,14     |

Finale am 11. März

### Stabhochsprung
| Platz | Athlet            | Land | Höhe (m) |
| ----- | ----------------- | ---- | -------- |
| 1     | Wolfgang Nordwig  | GDR  | 5,40     |
| 2     | Hans Lagerqvist   | SWE  | 5,40     |
| 3     | Antti Kalliomäki  | FIN  | 5,30     |
| 4     | Juri Issakow      | URS  | 5,20     |
| 5     | Ignacio Sola      | ESP  | 5,00     |
| 6     | Mike Bull         | GBR  | 5,00     |
| 7     | Heinfried Engel   | FRG  | 4,80     |
| 8     | Flemming Johansen | DEN  | 4,80     |

Finale am 12. März

### Weitsprung
| Platz | Athlet           | Land | Weite (m) |
| ----- | ---------------- | ---- | --------- |
| 1     | Max Klauß        | GDR  | 8,02      |
| 2     | Hans Baumgartner | FRG  | 7,99      |
| 3     | Jaroslav Brož    | TCH  | 7,88      |
| 4     | Miljenko Rak     | YUG  | 7,88      |
| 5     | Tõnu Lepik       | URS  | 7,82      |
| 6     | Jack Pani        | FRA  | 7,79      |
| 7     | Klaus Beer       | GDR  | 7,71      |
| 8     | Lynn Davies      | GBR  | 7,64      |

Finale am 11. März

### Dreisprung
| Platz | Athlet                 | Land | Weite (m) |
| ----- | ---------------------- | ---- | --------- |
| 1     | Wiktor Sanejew         | URS  | 16,97     |
| 2     | Carol Corbu            | ROU  | 16,89     |
| 3     | Walentyn Schewtschenko | URS  | 16,73     |
| 4     | Gennadi Bessonow       | URS  | 16,58     |
| 5     | Milan Spasojević       | YUG  | 16,29     |
| 6     | Michael Sauer          | FRG  | 16,27     |
| 7     | Bernard Lamitié        | FRA  | 16,26     |
| 8     | Michał Joachimowski    | POL  | 16,21     |

Finale am 11. März

### Kugelstoßen
| Platz | Athlet                   | Land | Weite (m) |
| ----- | ------------------------ | ---- | --------- |
| 1     | Hartmut Briesenick       | GDR  | 20,67     |
| 2     | Władysław Komar          | POL  | 20,32     |
| 3     | Jaroslav Brabec          | TCH  | 19,94     |
| 4     | Heinz-Joachim Rothenburg | GDR  | 19,90     |
| 5     | Yves Brouzet             | FRA  | 19,80     |
| 6     | Miroslav Janoušek        | TCH  | 19,34     |
| 7     | Seppo Simola             | FIN  | 18,97     |
| 8     | Geoff Capes              | GBR  | 18,67     |

Finale am 12. März

## Ergebnisse Frauen

### 50 m
| Platz | Athletin             | Land | Zeit (s) |
| ----- | -------------------- | ---- | -------- |
| 1     | Renate Stecher       | GDR  | 6,25     |
| 2     | Annegret Richter     | FRG  | 6,28     |
| 3     | Sylviane Telliez     | FRA  | 6,31     |
| 4     | Inge Helten          | FRG  | 6,34     |
| 5     | Elfgard Schittenhelm | FRG  | 6,34     |
| 6     | Irena Szewińska      | POL  | 6,39     |

Finale am 12. März

### 400 m
| Platz | Athletin        | Land | Zeit (s) |
| ----- | --------------- | ---- | -------- |
| 1     | Christel Frese  | FRG  | 53,36    |
| 2     | Inge Bödding    | FRG  | 54,60    |
| 3     | Erika Weinstein | FRG  | 54,73    |
| 4     | Colette Besson  | FRA  | 55,64    |

Finale am 12. März

### 800 m
| Platz | Athletin            | Land | Zeit (min) |
| ----- | ------------------- | ---- | ---------- |
| 1     | Gunhild Hoffmeister | GDR  | 2:04,83    |
| 2     | Ileana Silai        | ROU  | 2:05,17    |
| 3     | Swetla Slatewa      | BUL  | 2:05,50    |
| 4     | Christa Merten      | FRG  | 2:05,86    |
| 5     | Gisela Ellenberger  | FRG  | 2:08,72    |
| 6     | Donata Govoni       | ITA  | 2:09,69    |

Finale am 12. März

### 1500 m
| Platz | Athletin         | Land | Zeit (min) |
| ----- | ---------------- | ---- | ---------- |
| 1     | Tamara Pangelowa | URS  | 4:14,62    |
| 2     | Ljudmila Bragina | URS  | 4:18,35    |
| 3     | Wassilena Amsina | BUL  | 4:18,84    |
| 4     | Ellen Tittel     | FRG  | 4:20,23    |
| 5     | Monique Baulu    | FRA  | 4:49,38    |

Finale am 12. März

### 50 m Hürden
| Platz | Athletin          | Land | Zeit (s) |
| ----- | ----------------- | ---- | -------- |
| 1     | Annelie Ehrhardt  | GDR  | 6,85     |
| 2     | Teresa Sukniewicz | POL  | 6,94     |
| 3     | Grażyna Rabsztyn  | POL  | 7,05     |
| 4     | Meta Antenen      | SUI  | 7,05     |
| 5     | Margit Bach       | FRG  | 7,10     |
| 6     | Carmen Mähr       | AUT  | 7,40     |

Finale am 11. März

### 4 × 180 m Staffel
| Platz | Land           | Athletinnen                                                             | Zeit (min) |
| ----- | -------------- | ----------------------------------------------------------------------- | ---------- |
| 1     | BR Deutschland | Elfgard Schittenhelm Christine Tackenberg Annegret Kroniger Rita Wilden | 1:24,1     |
| 2     | Frankreich     | Michèle Beugnet Christiane Marlet Claudine Meire Nicole Pani            | 1:27,6     |
| 3     | Österreich     | Christa Kepplinger Maria Sykora Carmen Mähr Monika Holzschuster         | 1:29,5     |

Finale am 11. März

### 4 × 360 m Staffel
| Platz | Land           | Athletinnen                                                                     | Zeit (min) |
| ----- | -------------- | ------------------------------------------------------------------------------- | ---------- |
| 1     | BR Deutschland | Rita Wilden Erika Weinstein Christel Frese Inge Bödding                         | 3:10,4     |
| 2     | Sowjetunion    | Natalja Tschistjakowa Ljudmila Aksjonowa Ljubow Sawjalowa Nadeschda Kolesnikowa | 3:11,2     |
| 3     | Frankreich     | Madeleine Thomas Bernadette Martin Nicole Duclos Colette Besson                 | 3:11,3     |

Finale am 12. März

### Hochsprung
| Platz | Athletin          | Land | Höhe (m) |
| ----- | ----------------- | ---- | -------- |
| 1     | Rita Schmidt      | GDR  | 1,90     |
| 2     | Rita Gildemeister | GDR  | 1,84     |
| 3     | Jordanka Blagoewa | BUL  | 1,84     |
| 4     | Magdolna Komka    | HUN  | 1,84     |
| 5     | Grith Ejstrup     | DEN  | 1,80     |
| 6     | Marta Kostlánová  | TCH  | 1,78     |
| 7     | Alena Prosková    | TCH  | 1,78     |
| 8     | Monique Horrent   | FRA  | 1,76     |

Finale am 12. März

### Weitsprung
| Platz | Athletin             | Land | Weite (m) |
| ----- | -------------------- | ---- | --------- |
| 1     | Brigitte Roesen      | FRG  | 6,58      |
| 2     | Meta Antenen         | SUI  | 6,42      |
| 3     | Jarmila Nygrýnová    | TCH  | 6,39      |
| 4     | Sieglinde Ammann     | SUI  | 6,26      |
| 5     | Maureen Chitty       | GBR  | 6,26      |
| 6     | Elena Vintilă        | ROU  | 6,26      |
| 7     | Diana Jorgowa        | BUL  | 6,21      |
| 8     | Viorica Viscopoleanu | ROU  | 6,01      |

Finale am 12. März

### Kugelstoßen
| Platz | Athletin              | Land | Weite (m) |
| ----- | --------------------- | ---- | --------- |
| 1     | Nadeschda Tschischowa | URS  | 19,41     |
| 2     | Antonina Iwanowa      | URS  | 18,54     |
| 3     | Marianne Adam         | GDR  | 18,30     |
| 4     | Iwanka Christowa      | BUL  | 17,92     |
| 5     | Ludwika Chewińska     | POL  | 17,88     |
| 6     | Galina Nekrassowa     | URS  | 17,68     |
| 7     | Radostina Wassekowa   | BUL  | 17,60     |
| 8     | Helena Fibingerová    | TCH  | 17,40     |

Finale am 11. März